# George Burns
George Burns (nar. Nathan Birnbaum; 20. ledna 1896 New York – 9. března 1996 Beverly Hills) byl americký komik, herec, zpěvák a spisovatel. Byl jedním z mála bavičů, jejichž kariéra úspěšně překlenula éry vaudeville, rozhlasu, filmu i televize. Jeho pozvednuté obočí a obláčky doutníkového kouře ho charakterizovaly po více než tři čtvrtě století. Spolu s manželkou Gracií Allenovou vystupovali v rozhlase, televizi a filmu jako komediální duo Burns and Allen.
Ve věku 79 let zaznamenal Burns velký úspěch jako přívětivý, milovaný a neobvykle aktivní komediální starší státník ve filmu The Sunshine Boys z roku 1975, za který získal Oscara za nejlepší vedlejší roli. Burns, který se dožil v roce 1996 sta let, pokračoval v práci ještě několik týdnů před smrtí na srdeční zástavu ve svém domě v Beverly Hills.